# 1 grosz wzór 1923
1 grosz wzór 1923 – moneta jednogroszowa, bita w brązie, i cynku. Odmianę w brązie wprowadzono do obiegu 1 lipca 1924 r. (Dz.U. z 1924 r. nr 34, poz. 351), a odmianę w cynku 17 grudnia 1941 r. w okresie Generalnego Gubernatorstwa. Jednogroszówka została wycofana w dniu reformy walutowej z 30 października 1950 r.
W niektórych opracowaniach z początku XXI w. jako data wprowadzenia do obiegu jednogroszówki podawany był 14 sierpnia 1924 r, a w innych tego samego autora – 31 maja 1924 r., czyli dzień wejścia w życie rozporządzenia o ustaleniu wzorów monet (Dz.U. z 1924 r. nr 45, poz. 476).
Ostatnią datą roczną z jaką była bita to 1939.

## Awers
W centralnym punkcie umieszczono godło – stylizowanego orła w koronie, powyżej rok, dookoła napis „RZECZPOSPOLITA POLSKA” oraz inicjały WJ projektanta. Na monetach z 1923 nie ma znaku mennicy, na późniejszych umieszczono go pod łapą orła. Był to herb Kościesza – znak Mennicy Państwowej w Warszawie.

## Rewers
Na tej stronie monety znajduje się cyfra „1" z ozdobnikami z lewej i prawej strony oraz napis „GROSZ”.

## Nakład
Monetę bito w brązie na krążku o średnicy 14,7 mm, masie 1,5 grama, z rantem gładkim, według projektu Wojciecha Jastrzębowskiego, w mennicach King's Norton Metal Company Ltd. oraz w Warszawie. Nakłady monety w poszczególnych latach przedstawiały się następująco:
| Lp. | Rocznik | Metal | Mennica       | Znak mennicy   | Nakład (sztuk) | Zdjęcie | Uwagi |
| --- | ------- | ----- | ------------- | -------------- | -------------- | ------- | --- |
| 1   | 1923    | brąz  | King's Norton | brak           | 30 000 0001    |         | istnieją dwie odmiany stempla rewersu – cecha dystynktywna to kształt litery Z                               |
| 2   | 1925    | brąz  | Warszawa      | herb Kościesza | 37 951 6782    |         | istnieje pięć odmian stempla rewersu – cechy dystynktywne to: odległość liter G i R, kształty liter G oraz Z |
| 3   | 1927    | brąz  | Warszawa      | herb Kościesza | 16 977 0003    |         | istnieją cztery odmian stempla rewersu – cechy dystynktywne to odległość liter G i R oraz kształt litery Z   |
| 4   | 1928    | brąz  | Warszawa      | herb Kościesza | 27 711 8374    |         | |
| 5   | 1930    | brąz  | Warszawa      | herb Kościesza | 22 495 0005    |         | |
| 6   | 1931    | brąz  | Warszawa      | herb Kościesza | 9 000 000      |         | istnieją dwie odmian stempla rewersu – cecha dystynktywna to gruba albo cienka końcówka litery S             |
| 7   | 1932    | brąz  | Warszawa      | herb Kościesza | 11 859 0006    |         | |
| 8   | 1933    | brąz  | Warszawa      | herb Kościesza | 7 000 000      |         | |
| 9   | 1934    | brąz  | Warszawa      | herb Kościesza | 5 900 000      |         | |
| 10  | 1935    | brąz  | Warszawa      | herb Kościesza | 7 300 000      |         | |
| 11  | 1936    | brąz  | Warszawa      | herb Kościesza | 12 600 000     |         | |
| 12  | 1937    | brąz  | Warszawa      | herb Kościesza | 17 370 000     |         | |
| 13  | 1938    | brąz  | Warszawa      | herb Kościesza | 20 530 000     |         | |
| 14  | 1939    | brąz  | Warszawa      | herb Kościesza | ok.12 000 0007 |         | |
| 15  | 1939    | cynk  | Warszawa      | herb Kościesza | 33 909 000     |         | |

gdzie:
1 – z czego wg sprawozdania mennicy w roku 1924 wybito 20 000 000, a w 1925 – 10 000 000 sztuk

2 – z czego wg sprawozdania mennicy w roku 1925 wybito 18 163 801, a w 1926 – 19 787 877 sztuk; w katalogach popularnych podawany jest całkowity nakład 40 000 000 sztuk

3 – nakład wg sprawozdania mennicy; w katalogach popularnych podawany jest nakład 17 000 000 sztuk

4 – z czego wg sprawozdania mennicy w roku 1928 wybito 13 600 000, a w 1929 – 14 111 837 sztuk; w katalogach popularnych dla tego rocznika podawany jest jedynie nakład 13 600 000 sztuk, czyli nie uwzględniono 1-groszówek z datą 1928 wybitych w 1929 roku

5 – nakład wg sprawozdania mennicy; w katalogach popularnych podawany jest nakład 22 500 000 sztuk

6 – nakład wg sprawozdania mennicy; w katalogach popularnych podawany jest nakład 12 000 000 sztuk

7 – wielkość emisji w brązie z datą roczną 1939 jest niepewna
Odmianę w cynku z datą roczną 1939 bito w latach 1941–1944:
| Rok  | Wybito (sztuk) |
| ---- | -------------- |
| 1941 | 1 317 000      |
| 1942 | 17 514 000     |
| 1943 | 11 193 000     |
| 1944 | 3 895 000      |

## Opis
Z formalnego punktu widzenia moneta nigdy nie została wycofana z obiegu żadnym aktem prawnym w okresie Generalnego Gubernatorstwa. Dekret PKWN z 24 sierpnia 1944 r. pozostawiał monety groszowe w obiegu aż do reformy walutowej z 30 października 1950 r. Po wprowadzeniu reformy, dopuszczone zostały do obiegu wyłącznie monety emitowane przez Narodowy Bank Polski.
Z nieznanej przyczyny monety rocznika 1930 występują względnie rzadko na rynku kolekcjonerskim, mimo tak dużego nakładu podawanego za sprawozdaniami mennicy.
W drugiej połowie lat 30. XX w. duże emisje jednogroszówek, podobnie jak 2- oraz 5-groszówek, wiązały się z chłonnością rynku na monety zdawkowe w tym okresie – prawie zupełnie nie wracały one do kas państwowych.
Do czasu uruchomienia w Mennicy Państwowej odlewni i walcowni, krążki z brązu do emisji 1- i 2-groszówek zamawiano w warszawskich firmach:
- „Norblin Bracia Buch i T. Werner”
- „Józef Fraget”

Emisje w cynku jednogroszówki z datą roczną 1939 miały charakter uzupełniający, gdyż dopuszczone do obrotu okresie Generalnego Gubernatorstwa 1-groszówki II Rzeczypospolitej z brązu znikały sukcesywnie z obiegu jako źródło wartościowego surowca.

## Wersje próbne
Istnieją próbne wersje tej monety bez napisu „PRÓBA” z lat:
- 1923 (brąz, literki KN)
- 1923 (mosiądz)
- 1925 (nikiel)
- 1927 (srebro)
- 1927 (złoto)
- 1928 (złoto)
- 1932 (złoto).

Niektóre katalogi podają również informację o istnieniu monety próbnej w cynku z 1939 roku z wklęsłym napisem „PRÓBA”.
Dla roczników: 1923, 1930, 1931, 1932 istnieją monety bite stemplem lustrzanym.

W 1925 roku wybito, w liczbie 1000 egzemplarzy, monetę w brązie, z umieszczoną na rewersie datą 21/V, upamiętniającą poświęcenie mennicy.